# ريتشارد باسيت
ريتشارد باسيت (بالإنجليزية: Richard Bassett (politician))‏ (و. 1745 – 1815 م) هو سياسي، وقاض، ومحام من الولايات المتحدة الأمريكية.
تولى منصب عضو مجلس الشيوخ الأمريكي. وهو عضو في الحزب الفيدرالي الأمريكي.